# Ciencias de la salud
Las ciencias de la salud son disciplinas que se ven relacionadas con la protección, el fomento y la restauración de la salud y de sus servicios. Además, se pueden definir como ciencias aplicadas que abordan el uso de conocimientos, de tecnologías, de la ingeniería o de las matemáticas en la prestación de asistencia sanitaria a los seres humanos. Dichas ciencias no son clasificadas como ciencias naturales ni ciencias sociales (aunque se nutren de ellas además de las matemáticas y la filosofía, y producen su propio "cuerpo de conocimientos", como lo hace la Enfermería), por tanto, su estatuto epistemológico o clasificación como ciencia es la siguiente en sentido estricto: son "Disciplinas Profesionales". La función de las ciencias de la salud es aquello que permita lograr una mejor calidad de vida, más larga, en buenas condiciones, sin incapacidades.
Las ciencias de la salud se organizan en dos vertientes:
- el estudio e investigación para la adquisición de conocimientos sobre la salud-enfermedad;
- la aplicación de estos conocimientos técnicos.

Ambas vertientes se reúnen para lograr el amplio propósito de: mantener, reponer, mejorar la salud y el bienestar, prevenir, tratar y erradicar enfermedades y comprender mejor los complejos procesos vitales de los organismos animales y humanos relacionados con la vida, la salud y sus alteraciones (enfermedad).
Se dice que las ciencias de la salud son interdisciplinarias por el hecho de entrelazar o combinar varias ciencias para el estudio de un mismo caso clínico desconocido o para profundizar el estudio de una forma más especializada.
Las investigaciones de esta ciencia están basadas en las ciencias naturales como la biología, la química y la física, aunque también en ciencias sociales, como la sociología médica, la psicología y otras.

## Clasificación

### Ciencias de la nutrición
- Bromatología
- Dietética

### Enfermería
- Enfermería comunitaria
- Enfermería de emergencias
- Enfermería de salud mental
- Enfermería del trabajo
- Enfermería geriátrica
- Enfermería intensivista
- Enfermería nefrológica
- Enfermería obstétrico-ginecológica
- Enfermería oncológica
- Enfermería pediátrica
- Enfermería quirúrgica o instrumentista

### Farmacia
- Farmacia comunitaria (oficina de farmacia)
- Farmacia de atención primaria
- Farmacia Galénica y Farmacología
- Farmacogenética y Farmacogenómica
- Farmacia Hospitalaria
- Química Farmacéutica y Farmacognosia
- Radiofarmacia

### Fisioterapia
- Fisioterapia traumatológica
- Fisioterapia respiratoria
- Fisioterapia Manual
- Fisioterapia del deporte

### Laboratorio clínico
- Análisis clínicos
- Bioquímica clínica

### Medicina
- Alergología
- Anatomía
- Angiología y cirugía vascular
- Anestesiología
- Asesoramiento genético
- Audiología
- Cardiología
- Cirugía cardíaca
- Cirugía oral y maxilofacial
- Cirugía Plástica
- Medicina paliativa
- Dermatología
- Endocrinología
- Estomatología
- Farmacología
- Física médica
- Gastroenterología
- Geriatría
- Ginecología
- Hematología
- Hepatología
- Hidroterapia
- Inmunología
- Infectología
- Medicina aeroespacial
- Medicina del deporte
- Medicina del trabajo
- Medicina de emergencia
- Medicina familiar y comunitaria
- Medicina intensiva
- Medicina interna
- Medicina forense
- Medicina preventiva y salud pública
- Musicoterapia
- Nefrología
- Neurociencia
- Neurocirugía
- Neumología
- Neurología
- Neuropsicología
- Nutriología
- Obstetricia y ginecología
- Oftalmología
- Oncología médica
- Oncología radioterápica
- Otorrinolaringología
- Patología
- Pediatría
- Psiquiatría
- Podología
- Proctología
- Radiología
- Rehabilitación
- Reumatología
- Psiquiatría
- Traumatología y Ortopedia
- Toxicología
- Urología
- Microbiología y Parasitología

### Psicología
- Neuropsicología
- Psicoanálisis
- Psicobiología
- Psicofisiología
- Psicología clínica
- Psicología comunitaria
- Psicología de la salud
- Psicología del deporte
- Psicología evolutiva
- Psicología experimental
- Psicología forense
- Psicología humanista
- Psicología organizacional
- Psicopatología
- Psicometría
- Psicoterapia
- Sexología

### Tecnología médica
La tecnología médica es una área de las ciencias de la salud, cuyo profesional con mención, grado de licenciado y título de grado es el de Tecnólogo Médico. Esta titulación no está reconocida en todos los países, sin embargo la mayoría de los países desarrollados cuentan con requerimientos muy similares: estudios universitarios de entre cuatro y cinco años, para el grado académico de licenciado.